# Пурпурният връх
„Пурпурният връх“ (на английски: Crimson Peak) е американски филм на ужасите от 2015 г. на режисьора Гийермо дел Торо по негов собствен сценарий.
Сюжетът, развит в духа на готическия роман, разказва за млада американска писателка от първите години на XX век, която се влюбва и жени за английски аристократ и се сблъсква с тъмната му история и със свръхестествени явления в неговото наследствено имение. Главните роли се изпълняват от Миа Вашиковска, Джесика Частейн, Том Хидълстън, Чарли Хънам, Джим Бийвър.

## Награди и номинации
| Категория                 | Номиниран(и)              | Резултат                  |
| Емпайър (20 март 2016 г.) | Емпайър (20 март 2016 г.) | Емпайър (20 март 2016 г.) |
| ------------------------- | ------------------------- | ------------------------- |
| Най-добър хорър филм      | Най-добър хорър филм      | номинация                 |
| Най-добри декори          | Най-добри декори          | номинация                 |
| Най-добри костюми         | Най-добри костюми         | номинация                 |
| Най-добър грим и прически | Най-добър грим и прически | номинация                 |